# Savica-waterval
De Savica-waterval is een waterval bij het meer van Bohinj in de regio Gorenjska in Slovenië.
De waterval ligt voorbij Ukanc ten westen van het meer van Bohinj. Hij ontspringt op 836 meter hoogte in de rotswand van de berg Komarča en is 78 meter hoog.